# Wabasso quaestio
Wabasso quaestio là một loài nhện trong họ Linyphiidae.
Loài này thuộc chi Wabasso. Wabasso quaestio được Ralph Vary Chamberlin miêu tả năm 1949.